# Lavras
Lavras este un oraș în Minas Gerais (MG), Brazilia.